# Шейпинг (спорт)
Шейпинг (англ. shaping — придание формы) — вид ритмической гимнастики, направленной на изменение форм тела.
Целевая аудитория, для которой создавалась система «шейпинг», — женщины и девушки от 15 до 50 лет. Основной метод в данном случае — это метод строго регламентированного упражнения.
Для разработки системы (программы) были проведены специальные исследования, результаты которых выявили ведущие параметры телосложения, определяющие привлекательность фигуры женщины. Авторы системы выделили 9 типов конституции женского тела, для каждого из которых были описаны объективные параметры шейпинг-модели.
Исходные параметры занимающегося заносятся в диагностическую карту шейпинга и сравниваются с параметрами шейпинг-модели, после чего с учётом состояния функциональных систем организма назначается индивидуально подобранная шейпинг-технология. Шейпинг-технология представляет собой точную последовательность действий, правила и режимы, которым необходимо следовать для получения результата, определяемого выбранной моделью.
Диагностика исходных данных, включающая антропометрическое обследование и медицинское тестирование, а также текущий и этапный контроль при занятиях шейпингом осуществляются с помощью компьютерных технологий.
В занятиях шейпингом различают два этапа, различающиеся по задачам и способу применения упражнений: «катаболический», направленный на уменьшение излишнего жирового компонента, и «анаболический» — силовые упражнения для придания мускулатуре необходимой формы и объёма. В соответствии с этими задачами, на «катаболическом» этапе занятий режим работы мышц — преимущественно аэробный; на «анаболическом» — доля упражнений, выполняемых в анаэробном режиме, значительно больше.

## Занятия
Занятия классическим шейпингом обычно проводятся 2 раза в неделю. Средняя продолжительность занятия — около одного часа.
Упражнения выполняются в спокойном темпе, с большой амплитудой, без больших отягощений, с большим количеством повторений.